# Eilema gracillipennis
Eilema gracillipennis là một loài bướm đêm thuộc phân họ Arctiinae, họ Erebidae.